# Zelfnoemfunctie
Wanneer een woord naar zichzelf verwijst, wordt in de taalkunde gezegd dat het in zelfnoemfunctie wordt gebruikt. Het woord wordt hierbij in tekstopmaak van zijn context onderscheiden doordat men het in cursief zet (cursiveert) of er een aanhalingsteken vóór en een afhalingsteken na plaatst. Zo ziet de lezer dat in de zin het woord zelf en niet de betekenis van het woord wordt bedoeld. Voorbeeld: het woord 'is' is een kort werkwoord. Het woord is is een kort werkwoord.

## Vorm en betekenis
Dit is een ongebruikelijke functie van een woord, en die functie heeft vooral de aandacht gekregen sinds de structuralistische taalopvattingen van Ferdinand de Saussure. Volgens die opvattingen heeft een woord zowel een vorm (de klanken of de schrifttekens) als een betekenis (een verwijzing naar iets in de werkelijkheid), maar is de relatie tussen vorm en betekenis willekeurig. Voor de bedoelde betekenis had heel goed een andere vorm gekozen kunnen zijn: dat het deze vorm is geworden, is, hoewel historisch verklaarbaar, toevallig.
- De opeenvolging van vier klanken /p/, /a:/, /r/ en /t/ is een klankvorm, in schrift weergegeven als paard, die verwijst naar een bepaald viervoetig berijdbaar dier. Het had ook "proot" of "knieuw" kunnen zijn.

Daarmee is een veel oudere, magische opvatting naar het rijk der fabelen verwezen: de gebruikte vorm heeft géén invloed op het bedoelde begrip. Klanknabootsingen zijn een uitzondering, en er bestaan nog andere taalvormen die de betekenis weerspiegelen.

## Woord verwijst naar zichzelf
Maar soms willen we over het woord zelf spreken, of over een aspect daarvan (hetzij de woordvorm, hetzij de woordbetekenis). 
- De term onderkast werd oorspronkelijk door loodzetters gebezigd.
- Wat betekent elegie nu precies?
- Wat is het meervoud van index eigenlijk?
- Ik hoor eigenlijk maar één en dezelfde klinker in gelukkig.

Het woord betekent in die situaties niet iets in de werkelijk buiten zichzelf: het woord verwijst naar zichzelf, noemt zichzelf. Dit is het gebruik van het woord in zelfnoemfunctie.